# 鄧翼
鄧翼（？—？），安定人。前秦及後燕官員，父親是有萬人敵之稱的秦將鄧羌。

## 生平
鄧翼在前秦任河間相，淝水之戰後慕容垂叛秦建後燕，並領兵圍困鄴城。當時慕容垂又任命鄧翼為後將軍、冀州刺史，封真定侯。但鄧翼哭著對使者說：「亡父忠於秦室，翼又怎可以率先叛變呢！忠臣不事奉兩個主君，這是自古通今的義，不敢從命。」慕容垂就派使者對其說：「我和車騎結成異姓兄弟，那你也算是我的子弟，怎能分得開？」鄧翼被勸服，但仍說：「冀州應該任命親近賢明的人，翼請求做另一個職位。」慕容垂以其為建武將軍、河間太守，又當過尚書左丞，都有名聲稱譽。後鄧翼在趙郡內史任上去世。

## 子女
- 鄧淵，北魏尚書吏部郎，因和跋事被賜死。